# روستام باداسیان
روستام باداسیان (ارمنی: Ռուստամ Բադասեան) سیاستمدار اهل ارمنستان که از تاریخ ۱۹ ژوین ۲۰۱۹ تا ۳ سپتامبر ۲۰۲۱ در کابینه دوم نیکول پاشینیان سمت وزیر دادگستری را برعهده داشت. آرتاک زینالیان پیش از وی این سمت را برعهده داشت که در اوائل ژوئن ۲۰۱۹ استعفا داد

## زندگی‌نامه
وی در روز ۲۷ ژانویه ۱۹۹۱ در ایروان به دنیا آمد. وی با مدرک کارشناسی ارشد از دانشکده حقوق دانشگاه دولتی ایروان فارغ‌التحصیل شد وی پیشتر معاون رئیس کمیته درآمد دولتی بود.

## یادداشت
1. ↑  ՊԵԿ նախագահի տեղակալ